# دیوید ویلکی
دیوید ویلکی (انگلیسی: David Wilkie; ۱۸ نوامبر ۱۷۸۵ – ۱ ژوئن ۱۸۴۱) نقاش اهل اسکاتلند بود که بیشتر در به تصویر کشیدن صحنه‌های روزمره و صحنه‌های تاریخی دست داشت.